# Жемялис, Гядиминас
Гядиминас Жемялис (родился 4 апреля 1977 года) — литовский бизнесмен, предприниматель и бизнес-консультант, дважды выбранный на номиницию Aviation Week & Space Technology среди 40 самых талантливых молодых лидеров отрасли. В настоящее время он является председателем совета директоров Avia Solutions Group и бывшим председателем совета директоров Vertas Management AB (бывшая ZIA Valda) .

## Биография
В 1999 году окончил Вильнюсский технический университет имени Гедиминаса со степенью бакалавра в области управления бизнесом. В 2004 году после окончания университета Миколаса Ромериса получил степень магистра права.
Гядиминас Жемялис - всемирно известный эксперт в сфере авиации, дважды награжденный как один из самых талантливых молодых лидеров мировой аэрокосмической промышленности в возрасте до 40 лет . Гядиминас Жемялис был номинирован на награду European Business Awards и получил награду национального чемпиона в категории предпринимательства за свое дальновидное видение и новаторский подход к развитию бизнеса,возглавляя Avia Solutions Group.
За свою карьеру он привел три компании к IPO, поддержал и консультировал китайские банки: общая сумма сделок в регионе СНГ составила более 2 миллиардов долларов. Также Гядиминас Жемялис успешно руководил командой экспертов на рабочей сессии по созданию совместного предприятия с провинцей Хэнань и Китайским авиационным агентством, которая принесла сделку на сумму 900 миллионов долларов. Более того, было выпущено более 10 успешных стартапов, таких как Locatory.com, Laserpas.com, Skycop.com, AviationCV.com и т.д.
Гядиминас Жемялис является приглашенным преподавателем в Вильнюсском университете, Вильнюсском техническом университете Гедиминаса и  также участвует в различных бизнес-конференциях в Литве и по всему миру. Гядиминас спонсирует множество различных спортивных, образовательных, общественных проектов и благотворительных организаций.

## Карьера
- 1999—2001 — Заместитель начальника отдела виндикации в департаменте проблемных активов и виндикации АО Сбербанк Литвы (в настоящее время АО Swedbank);
- 2001—2005 — Генеральный директор ЗАО Zvilgsnis is arciau (в настоящее время Creditinfo Group);
- 2002—2006 — Генеральный директор ZIA Valda AB;
- 2006—2014 — Директор по развитию бизнеса в Vertas Management AB (прежнее ZIA Valda AB);
- 2012—2014 — Председатель правления в AviaAM Leasing AB;
- 2010—2017— Член правления в Agrowill Group AB (в настоящее время AUGA Group);
- С 2009 — Председатель правления и директор по развитию бизнеса в Avia Solutions Group;
- 2008—2020 — Председатель правления Vertas Management AB (бывшая ZIA Valda).

## Бизнес
Гядиминас Жемялис занимается авиационным бизнесом, управляет недвижимостью, беспошлинной розничной торговлей, фармацевтическим бизнесом, гостиничным бизнесом, авиационным финансированием, информационными технологиями и т.д.
В период с 2010 по 2013 год,  Гедиминас Жемялис в качестве председателя правления всех компаний провел IPO трех предприятий - Avia Solutions Group, AviaAM Leasing  и Agrowill Group (в настоящее время - AUGA Group) . Хотя первичное публичное размещение акций Avia Solutions Group было запланировано на 2010 год, размещение было отложено из-за неудовлетворительной цены акций . Год спустя Avia Solutions Group наконец стала публичной. Компания была избрана одним из лучших дебютантов Варшавской фондовой биржи в 2011 году, а в 2013 году была удостоена награды Polish Business Award в категории «Повышение стоимости акций литовской компании на Варшавской фондовой бирже»  IPO AviaAM Leasing - в 2013 году была проведена компания по лизингу, приобретению и продаже самолетов. Однако, по мнению некоторых экспертов, предложение было не очень удачным, так как компании удалось привлечь вдвое меньше средств, чем планировалось .

###### Авиация
В период с  2014 по 2016 Гядиминас Жемялис в качестве председателя возглавил Avia Solutions Group по реализации нескольких крупных проектов - открытие базы авиационного профессионального обучения в г. Сингапур вместе со своей дочерней компанией BAA Training , строительство современного ангара для обслуживания самолетов площадью 8500 кв. М в Каунасе , создание туроператора KIDY Tour  и поставщика услуг БПЛА Laserpas.
В 2015 году, сотрудничая с BAA Training и Университетом Казимираса Симонавичюса, Avia Solutions Group реализовала проект по созданию и развитию кластера AeroTraining возле международного аэропорта Вильнюса. Кластер будет включать центр подготовки авиационных специалистов, а также отель , расположенный в непосредственной близости от аэропорта для пилотов и других специалистов отрасли .
В 2016 году дочерняя компания Avia Solutions Group FL Technics открыла свой третий ангар ТОиР в международном аэропорту Сукарно-Хатта, Джакарта, Индонезия , а компания Helisota  начала работы по техническому обслуживанию вертолетов Airbus, включая HC120, HC135, HC145 (ЕС120, ЕС135, ЕС145) и BGS стала стратегическим партнером Международной ассоциации воздушного транспорта (IATA).
Кроме того, в 2016 году под руководством Гядиминаса Жемялиса Avia Solutions Group и ее дочерние не переставали рости, поскольку AviationCV.com стал самой посещаемой платформой поиска работы во всём мире, в сфере авиации .  Флот KlasJet  пополнил 3-й самолет - Hawker 800XP и Kidy Tour к их дейтельности в Эстонии.
В 2017 году Гядиминас Жемялис привел дочернюю компанию BGS к выходу на новый рынок - Чешскую Республику , в то время как KlasJet добавила в свой флот первый узкофюзеляжный бизнес-джет  - Boeing 737, а также Storm Aviation представила услуги по техническому обслуживанию базы на Алмазный ангар в лондонском аэропорту Станстед.
Avia Solutions Group в настоящее время имеет более 100  дочерних компаний, включая следующие компании: Baltic Ground Services (BGS), Locatory.com, BAA Training, AviationCV.com, KlasJet, Helisota, Kidy Tour, Jet Maintenance Solutions, Loop, FL Technics и ее подразделения: FL Technics Engine Services, FL Technics Logistics Solutions, Storm Aviation, Chevron Technical Services, FlashLine Maintenance, Wright International, FL ARI, FL Techhnics Indonesia.
В июне 2019 года Avia Solutions Group заключила соглашение о приобретении британской Chapman Freeborn Group , а в июле Группа подписала соглашение о совместном предприятии на сумму 60 миллионов долларов по созданию нового учебного центра в городе Чжэнчжоу, провинция Хэнань (Китай), в г. партнерство с Хэнаньской компанией по развитию и инвестициям гражданской авиации (HNCA).
В 2020 году под руководством Гядиминаса Avia Solutions Group приобрела компанию по наземному обслуживанию и заправке топлива Aviatior, грузового и чартерного оператора BlueBird Nordic, многоцелевую арену Avia Solutions Group Arena и крупнейшего дистрибьютора билетов в Литве - Tiketa. Кроме того, компания присоединилась к Американской торговой палате в Литве.
В сентябре 2021 года Avia Solutions Group, мажоритарным акционером которым является Гядиминас Жемялис, объявила о вступлении в стратегическое партнерство с Certares Management LLC посредством инвестиций в размере 300 миллионов евро .

###### Недвижимость
В качестве председателя правления Vertas Management (бывшая ZIA Valda) Гядиминас руководил компанией через многочисленные инвестиционные проекты, проекты по приобретению и развитию, включая лофты в районне Жверинас  бизнес-центр на улице Смоленскё, Жверинас бизнес фабрика. Кроме того, Vertas Management (бывшая ZIA Valda)  также управляет более 20 000 кв. м арендованной земли через VA Reals.
В 2020 году началось строительство второго офиса группы Avia Solutions Group в Вильнюсе.

###### Безналоговая зона
В 2014 году ZIA Valda и Гядиминас Жемялис начали бизнес беспошлинной торговли, учредив международного оператора беспошлинной торговли Globus Distribution. Компания управляет широкой сетью розничных магазинов, расположенных на различных воздушных, автомобильных и железнодорожных пограничных переходах на территории Украины и Литвы.

###### Фармацевтический бизнес
В 2012 году Гядиминас Жемялис вместе с ZIA Valda занимался фармацевтическим бизнесом и активно участвовал в создании NatiVita  - международной исследовательской и производственной компании, которая разрабатывает и производит инновационные лекарства для лечения рака.
В 2017 году был создан фармацевтический холдинг Pharnasanta Group. На данный момент в группу аптек входят NatiVita, международная исследовательская и производственная компания, которая производит инновационные непатентованные лекарства, Ilsanta, фармацевтическая компания, занимающаяся продажей медицинских приборов и оборудования, логистическая компания NTV Logistics и эстонская клиника 4 Kliinik.
В 2021 году Группа Фарнасанта стала Группой Фармасанта.

###### Информационные технологии
В 2017 году Гядиминас Жемялис активно участвовал в создании международной платформы управления заявками на авиаперевозки Skycop.com. SKYCOP  был запущен в начале лета 2017 года.

## Благотворительность
Гядиминас Жемялис поддерживал баскетбольный клуб Приенай-Бирштонаса «Витаутас» и баскетболистов братьев Болл. Эта поддержка помогла привлечь в команду баскетболистов из США братьев ЛиАнджело и ЛаМело Болл.
Гядиминас Жемялис-один из генеральных спонсоров старейшего литовского баскетбольного клуба «Жальгирис». Г. Жемялис не только поддержал клуб финансово, но и поддержал «Жальгирис», предоставив самолет бизнес-класса «Боинг 737», который позволяет игрокам путешествовать на соревнования. Эксклюзивный 56-местный самолет бизнес-класса специально разработан для высоких баскетболистов, чтобы сделать их путешествия более комфортными и менее утомительными.
Он является одним из главных спонсоров благотворительного мероприятия «Протяни руку добру 2015», а также одним из основных спонсоров благотворительной группы Римантаса Каукенаса . В 2012 году Римантас Каукенас, защитник национальной сборной Литвы по баскетболу, учредил благотворительную группу поддержки «Группа поддержки Римантаса Каукенаса». Основная цель группы - помочь детям с онкологическими заболеваниями, оказывая моральную и материальную поддержку детям и их семьям.

## Герб
Герб был традицией и символом высокого статуса в Европе со времен средневековья. Дизайн разрабатывался уникальным для каждого человека, он же представлял все достижения человека, государства или даже корпорации.
Герб Жемялиса - первый в семье, он представляет финансовое богатство, храбрость и великодушие. Рога быка символизируют силу и стойкость. Этот герб был разработан для того, чтобы пожелать всей семье мужества, силы духа и финансового процветания.
- Описание герба: в центре изображен черный бык с серебряными рогами и копытами, стоящий на золотом основании. Золотая полоса украшает нижнюю панель, а над щитом - остроконечный стальной шлем с черно-золотым плащом. Украшение шлема имеет два золотых крыла и двухцветное черно-золотое разделение.[39]
- Валидация: герб семьи Гедиминаса Жемялиса был утвержден 7 мая 2019 года. Он был зарегистрирован в регистрационном центре ЛГДГ личных гербов, регистр №. 34.[39]